# 情報学
情報学（じょうほうがく）という語が指す学術分野は、基本的には情報に関する分野であるが、歴史的な事情により、特に英語と日本語の対応があいまいである。

## 概要
もともとは図書館学の一部である、書誌情報の管理・検索を由来とする情報や知識を扱う分野がコンピュータの発展などで大きくなったため、図書館情報学（Library and Information Science）と呼ぶようになった分野があり、その場合の「情報学」は「Information Science」である（Library and Information Scienceという成語に気付かず、「図書館と情報科学」と訳されている場合がある）。一方、社会情報学（social informatics）やバイオインフォマティクス（生命情報学）等といった「～informatics」＝「～情報学」と呼ばれている分野もあるが、その場合の「情報学」は「Informatics」である（インフォマティクスも参照）。
教科「情報」については、その英訳としての英文表記に関しInformaticsを使うように、2017年4月18日に情報処理学会から提言が出され、文部科学省が出した「平成30年改訂高等学校学習指導要領 教科・科目名 英訳版（仮訳）」においてInformaticsと改められた。

## 教育

### 日本
- 後期中等教育
  - 情報 (教科)
- 学部等
  - 情報学部 情報学科
  - 情報学群 情報学環
- 大学院
  - 情報学研究科

## 情報学の分野
ここでは、日本学術会議による「大学教育の分野別質保証のための教育課程編成上の参照基準 情報学分野」を参考に、情報学の分野およびその背景、概要について述べる。中等教育に関しては、情報 (教科) の記事を参照。

### 日本学術会議と情報学
2016年現在、日本学術会議には、大きな分野別として「人文・社会科学」「生命科学」「理学・工学」の3部の部会がある。また、それとは直接の対応関係にはない30の分野別委員会が設けられており、そのうちのひとつが情報学委員会である。この組織構成は第20期（2005年 - 2008年）以降のものである。第19期までは、7部構成の下に180の研究連絡委員会があるという組織構成で、第4部（理学）に情報学研究連絡委員会、第5部（工学）に情報工学研究連絡委員会、電子・通信工学研究連絡委員会、基盤情報通信研究連絡委員会、が設けられていた。このことや、情報処理学会の学会誌『情報処理』の、創刊以来の総目次を見ても、1980年頃より、コンピュータ科学に近いが、コンピュータを重要な要素として含むものの、情報そのものにより重点がある分野として「情報学」という分野が捉えられていることがわかる。

### 「参照基準」とは
（2016年現在）日本学術会議には、前述の分野別委員会の他に、機能別委員会と課題別委員会という委員会群がある。課題別委員会のひとつに、大学教育の分野別質保証委員会があり、大学教育の分野別質保証に資するため、各分野の教育課程編成上の「参照基準」というものを、各分野別委員会に作成させ、とりまとめている。
情報学委員会では、既存の情報科学技術教育分科会が中心となり、この策定にあたった。経緯は、分科会委員長である萩谷昌己の筆により学会誌上に報告されている。

### 背景
分類の背景となる事柄について述べる。参照基準では、情報学を、情報によって世界に意味と秩序をもたらすとともに社会的価値を創造することを目的とし、情報の生成・探索・表現・蓄積・管理・認識・分析・変換・伝達に関わる原理と技術を探求する学問である、と定義している。また、この種々累々にわたる情報の取扱いについて「情報を扱う」と総称する。
また、情報学を構成する諸分野は、単に情報を扱うというだけではなく、情報と対象、情報と情報の関連を調べることにより、情報がもたらす意味や秩序を探求しており、さらに、情報によって価値、特に社会的価値を創造することを目指している、としている。
以上の概念からは、当然のように応用分野も広く考えることができるが、参照基準の目的は専門家教育の質の保証であることから、専門家には「最も基本的な中核部分を体系的に学ぶことがきわめて重要」であるため、中核部分に焦点を絞っている。そのため、以下で述べる分野についても、情報学の中核部分に特に絞ったものとなる。

### 分野
参照基準では、次の5つの項目によって、情報学の中核部分を体系化している。
1. 情報一般の原理
2. コンピュータで処理される情報の原理
3. 情報を扱う機械および機構を設計し実現するための技術
4. 情報を扱う人間社会に関する理解
5. 社会において情報を扱うシステムを構築し活用するための技術・制度・組織

以下では各項目について、付録ア～付録オに示されている表を参考に、それぞれの分野を示す（詳細は出典の文献を参照のこと。例示であって、網羅するものではない。ウィキペディアの記事名や構成の都合により調整してある箇所もある）。また、参考として示されている、国際学会ACMの Curricula Recommendations における5分類（CS: Computer Science, CE: Computer Engineering, IS: Information Systems, SE: Software Engineering（日本でよく言われる、SE ＝ システムエンジニア とは全く異なるので注意）, IT: Information Technology）との対応についても示す。
まず総論的な解説であるが、1は記号論やサイバネティックスに由来する概念を含み、情報・情報学の中核部分全体を分類・体系化する指針を与える。2は計算理論や情報理論を含み、コンピュータ科学としてはその基礎分野で、Curricula Recommendationsでは「CS」の基礎的な内容にあたる（ここでいう「基礎」とは、「初歩」といったような意味ではない）。3はコンピュータ科学においてコンピュータシステムを設計し実現する技術で、Curricula Recommendationsでは「CE」と、「CS」の一部にあたる。4はメディア論やコミュニケーション論を含み、社会情報学等と呼ばれる諸分野である。5は情報システムなどと呼ばれている分野で、Curricula Recommendationsでは「IS」と「SE」と「IT」に対応する。さらに、情報学の学修を通して、Computational Thinking（「計算論的思考」、en:Computational thinking）などのジェネリックスキルの修得が期待されている。

#### 情報一般の原理
記号論・サイバネティックス
- 情報と意味
  - 生命にとっての意味と価値
  - 情報と秩序
- 情報の種類
  - 機械情報 ⊂ 社会情報 ⊂ 生命情報
- 情報と記号
  - 類似記号（アナログ信号）
  - 指標記号（ピクトグラムなど）
  - 象徴記号（ディジタル信号、言語における文字類）
- 記号の意味解釈
  - 生物（人間）個体の意味解釈
  - 社会的な意味解釈
  - コンピュータなど機械的・形式的な意味処理
- コミュニケーション
  - 生物個体（閉鎖系）/ 社会（半自律系）/ 機械（他律的な開放系）
- 社会的価値の創造

#### コンピュータで処理される情報の原理
計算理論・情報理論
- 情報の変換と伝達、データ通信
  - 情報量（情報のエントロピー）
  - 標本化（染谷・ナイキストの定理）・量子化
  - 符号理論（データ圧縮・誤り検出訂正）
  - 暗号理論
- システムの理論（システム工学・システム科学）
- 情報の表現・蓄積・管理
  - 概論（文字コード・数値表現、など）
  - データ構造・再帰データ型
  - 型システム
  - データベース・データモデル・スキーマ
  - 構造化データ（参考: 非構造化データ）・機械可読データ・ハイパーテキスト
- 情報の認識と分析
  - 信号処理
  - パターン認識
  - 機械学習
  - データマイニング
- 計算
  - 計算モデル
    - オートマトンと形式言語、形式言語の階層（チョムスキー階層）、チューリング＝チャーチのテーゼ）
    - 確率的計算、並列計算、分散計算
    - 量子計算

  - アルゴリズム
    - 従来の（決定的etc）アルゴリズム
    - 新しいアルゴリズム（確率的アルゴリズム（参考: 乱択アルゴリズム）、並列アルゴリズム、分散アルゴリズム、etc）

  - 計算の限界（計算可能性の理論）
  - 計算の効率（計算複雑性の理論）
  - 計算の表現
    - コンピュータプログラミング言語・プログラム意味論（形式意味論）

  - 計算の正しさ
    - プログラム論理、プログラム検証
- 各種の計算・アルゴリズム
  - 探索、整列（ソート）、文字列照合
  - 木（木構造）・ネットワーク（グラフ構造）のアルゴリズム
    - 木に関係するアルゴリズム（平衡二分探索木や、ゲーム木に対するアルファ・ベータ法など）
    - ネットワーク（グラフ）に関係するアルゴリズム（最短経路（ダイクストラ法）、最大流路、など）
    - 複雑ネットワークの扱い

  - 数値計算
    - 誤差解析
    - 数値解析、なお計算科学や高性能計算の記事も参考のこと。
    - 行列の計算、特に行列の分解[注釈 1]や行列の乗法のアルゴリズム
    - 数値積分や差分法など、積分や微分方程式のアルゴリズム

  - シミュレーション
    - 数理モデル
    - 連続シミュレーションと離散シミュレーション
    - 可視化・グラフィック・コンピュータグラフィックス・インフォグラフィック

  - 最適化
    - 最適化問題に関する数々の手法（線型計画法、動的計画法、etc）
    - メタヒューリスティクス

  - 計算幾何
  - 自動推論（導出原理、モデル検査）
  - 自然言語処理（計算言語学も参照）

#### 情報を扱う機械および機構を設計し実現するための技術
計算機械・計算機工学
- コンピュータのハードウェア
  - 素子（半導体素子・論理ゲート・集積回路・CMOS）
  - ディジタル回路
    - 論理回路
    - 演算装置・制御装置・主記憶装置・キャッシュメモリ

  - コンピュータ・アーキテクチャ
    - マイクロアーキテクチャ・制御方式（ランダム論理制御＝ワイヤードロジック、マイクロプログラム制御）
    - 命令セットアーキテクチャ
    - 並列（命令レベルの並列性・マルチコア/マルチプロセッサ・Warehouse-Scale Computing）
- 入出力装置
  - インタフェース (情報技術)（シリアルインタフェース・パラレルインタフェース・ネットワークインタフェース）
  - 出力機器（プリンター・ディスプレイ・アクチュエータ）
  - 入力機器（キーボード・ポインティングデバイス・タッチパネル・センサ）
  - 二次記憶装置（磁気記録・光記録・半導体メモリ・HDD・SSD）
- 基本ソフトウェア[注釈 2]（システムソフトウェア）
  - オペレーティングシステム
    - （「コンピュータ資源」の抽象化・仮想化）
    - カーネル・ハイパーバイザ・仮想機械
    - メモリ管理・プロセス管理・プロセス間通信・デバイス管理（機器管理、デバイスドライバ管理）・アクセス制御・ファイルシステム・論理的ボリューム管理（en:Logical volume management）・単一レベル記憶
    - コンピュータネットワーク（プロトコルスタック、TCP/IP、遠隔手続き呼出し (RPC)、ウェブアプリケーション）

  - ミドルウェア（ライブラリ、フレームワーク、デーモン (ソフトウェア) ）
  - データベース（トランザクション、データベース設計・データベース管理システム）
  - コンピュータプログラミング言語とその処理系
    - プログラミング言語（高水準言語、低水準言語、文法（プログラミング言語の構文論）、意味（プログラミング言語の意味論）、プログラミング言語のパラダイム（参考: プログラミングパラダイム））
    - 言語処理系（プリプロセッサ、字句解析、構文解析、抽象構文木、意味解析、コード生成、最適化）
    - 実行方式（ランタイムライブラリ、トランスパイラ、中間表現、エミュレータ、等の話題）
- コンピュータセキュリティ

#### 情報を扱う人間社会に関する理解
メディア論・コミュニケーション論
- 社会において情報が創造・伝達される過程と仕組み
  - コミュニケーション（非文字的情報・言語情報、非言語コミュニケーションを参照。なお手話は言語であるので注意）
  - メディア～技術的・文化的特性
    - 機械的な情報技術（印刷）——文字情報の機械的処理、識字・リテラシー、検閲、ジャーナリズムの成立
    - 光学的、電気的な情報技術（オーディオ・ビジュアル）——文化産業、イメージ生産とその操作、Computer-Mediated Communication（参考文献 Cybersociety 2.0: Revisiting Computer-Mediated Community and Technology[11]（ ISBN 0761914617 ）参照）、速度と権力（『情報メディア学入門』[12]（ ISBN 4-274-94711-4 ）第2章§4）
    - 電子的な情報技術（the Internet）——機械的な検索（情報検索や検索エンジン）などの言語処理（たとえば全文検索にはそれに適した、汎用の文字列照合アルゴリズムとは違う手法がある）、記録、保存（アーカイブ、データベース（参考: デジタルアーカイブ、ただしこの記事は公共財としての観点に偏っている））、ディジタル通信、情報ガバナンスと管理社会
- 情報を扱う人間の特性と社会システム
  - 討議、参加、ディジタルディバイド
    - 誤解と誤読、参加と排除、情報格差

  - 観測、シミュレーション（参考: オペレーションズ・リサーチ）、制御と社会的意思決定
    - 観測の限界（ホーソン効果のような話題）、計算の限界
    - 科学的データと意思決定（科学的方法も参照）
    - 科学技術コミュニケーション（参考: サイエンスコミュニケーション、及びJSTによる支援のページ[13]）
    - 集合知

  - 情報倫理と社会組織のルール
    - 表現の自由、と責任
    - 知的財産
    - 情報公開、インフォームド・コンセント
    - プライバシー
    - 内部告発
    - アカウンタビリティ
- 経済システムの存立と情報
  - 経済システムと情報
    - モノの生産と制御（プロセス制御やファクトリーオートメーション）
    - ロジスティクスを支える情報システム（参考: ロジスティクスの原義は兵站である）
    - マーケティング
    - 資源と廃棄

  - 組織マネジメント
    - 内部情報/外部情報
    - 情報マネジメント（参考資料[14]を参照）
    - パブリック・コミュニケーションズ
    - ガバナンスとガバメント（『ガバナンスとは何か』[15]（ ISBN 978-4-7571-4317-3 ）第1章§1）
- 情報技術を基盤にした文化
  - アーカイブ（映像（音声等その他各種を含む）・文書（ドキュメント）・図書館）
  - ディジタル文化と資本
    - SNSの文化
    - 電子書籍（電子教科書）、電子新聞
    - 映像
    - 検索と知
    - ディジタルテレビ
    - 資本、公共、コモン
- 近代社会からポスト近代社会へ
  - 近代社会の価値と人間
    - 近代社会と情報技術・近代人と情報技術

  - ポスト近代社会への移行
    - 新たに求められる人間の能力
    - より民主的な社会の実現と情報技術

#### 社会において情報を扱うシステムを構築し活用するための技術・制度・組織
情報システムなど
- 情報システムを開発する技術
  - 要求工学
    - 現場の観察法（フィールドワーク、エスノグラフィ（「民族誌」と訳されるそれと同じものを指す語だが、ウィキペディアの民族誌の記事はこの場合の参考にほとんどならない）、アクションリサーチ）
    - 要求定義、要求獲得技術、要求管理（要求仕様、要求分析なども参照）

  - システム工学
    - システム思考、システム設計技法、システム設計技術、システムライフサイクル（参考: システム開発ライフサイクル）、システムアーキテクチャ、デザイン思考

  - 情報システムを記述する技術
    - 各種モデル化技法（構造化分析、データモデリング、業務フロー、状態モデル、形式手法）と各種図法（データフロー図、UML、BPMN、SysML）

  - ソフトウェア工学
    - ソフトウェア設計技法（オブジェクト指向モデル、ドメイン主導開発（ドメイン駆動設計））、ソフトウェアライフサイクル（参考: システム開発ライフサイクル・アプリケーション・ライフサイクル・マネジメント）

  - プログラミング技術
    - オブジェクト指向プログラミング
    - テスト主導開発（テスト駆動開発）
    - プログラミング支援環境（参考: プログラミングツール）

  - 情報システムの品質を保証する技術
    - 検証技術（形式的検証）
    - テスト技法
    - ISO/IEC SQuaREシリーズ（ISO/IEC 25000）、ISO/IEC 9126を参照

  - プロジェクト管理
    - 計画、チーム編成、プロジェクト管理、PMBOK、ソフトウェアプロセス、プロセス成熟度モデル
- 情報システムの効果を得るための技術
  - 情報システムを企画・構想する技術
    - 組織の改革・改善プロセス、業務モデリング、IT投資マネジメント（ITガバナンス）
    - 組織の情報システムに関するガイドライン（エンタープライズアーキテクチャ）

  - 情報システムの利用（利用計画、利用推進、効果測定、トレーニング、改善提案）
  - 情報システムの運用・保守・管理（ITサービスマネジメント）
    - システム運用
    - ソフトウェア保守
    - 情報管理・構成管理・システム管理

  - 企業・組織
    - 企業の社会的責任
    - ビジネスモデル（事業の定義、業務プロセス）、内部統制（組織と権限）

  - グローバルな組織と情報システム
  - 安全・安心なシステム
    - 事業継続計画、環境に対する配慮
    - 情報セキュリティ（情報セキュリティは、暗号の学理や工学的コンピュータセキュリティなどの総合）
    - リスクマネジメント、ダメージコントロール
- 情報に関わる社会的なシステム
  - 社会制度
    - 社会におけるさまざまな情報システム、情報システムを前提とした社会制度
    - 技術者倫理（参考: 社会的責任を考えるコンピュータ専門家の会）
    - システム監査、評価・認証
    - 異文化理解（参考: 異文化コミュニケーション）

  - 法制度
    - サイバー犯罪の防止
    - 不正アクセス行為の禁止等に関する法律、不正指令電磁的記録に関する罪
    - マルウェア各種（コンピュータウイルス他）について
    - 情報漏洩・持ち出し
    - 個人情報の保護（個人情報保護法関連五法の定義する「個人情報」ではないからと主張されても、そういう問題ではないことも多い）
    - 知的財産権の保護（知的財産の「適切[注釈 3]」な活用）
- 情報システムと人間のインタフェースに関する原理や設計手法
  - 人間の認知特性
    - 認知科学
    - モデルヒューマンプロセッサ、人間の認知構造、フィッツの法則
    - 直接操作
    - ヒューマンエラー
    - 学習のべき乗則

  - ユーザインタフェース設計
    - ヒューマンマシンインタフェース
    - ユーザインタフェース指針（en:Human interface guidelines）、ユーザビリティ、アクセシビリティ、ユーザーエクスペリエンス（参考: ユーザーエクスペリエンスデザイン）、ユニバーサルデザイン、評価手法（参考: ユーザビリティテスト）

  - 対話手法（（インタラクティブな、インタラクティブの）手法）
    - GUI部品（ウィジェット (GUI) ）、タッチインタフェース、音声インタフェース、ジェスチャインタフェース、その他先進的インタフェース（タンジブルユーザインタフェースなど）
    - 対話の可視化、ヒューマンエラーへの対応

  - 可視化
    - 情報デザイン（情報アーキテクチャ）、科学的ビジュアライゼーション（en:Scientific visualization）・データ視覚化、（参考: インフォグラフィック）

#### その他
（ジェネリックスキル等）
- Computational Thinking（計算論的思考）